# Santino Marella
Santino Marella, właśc. Anthony Carelli (ur. 14 marca 1974) – kanadyjski wrestler pochodzenia włoskiego. Pracował w World Wrestling Entertainment, walcząc w jego brandzie Raw. Prowadził tag team z Vladimirem Kozlovem.
Carelli pochodzi z Ontario w Kanadzie. W młodości ćwiczył judo, wygrywając przy tym kilka turniejów. Przed podpisaniem rozwojowego kontraktu w WWE, Carelli walczył także w formule MMA w Japonii. Wygrywając walkę Battle Royal, gdzie wyeliminował Davida Otungę zyskał szanse wygrania pasa mistrzowskiego WWE World Heavyweight Championship podczas Elimination Chamber. W klatce został ostatni, ale poddał się po założeniu Lebell Locku przez Daniela Bryana. 5 marca 2012 roku pokonał Jacka Swaggera i zdobył pas WWE United States Championship. Stracił pas na SummerSlam na rzecz Antonio Cesaro. Na Night of champions nie udało mu się wygrać battle royal matchu o miano pretendenta do pasa WWE United States Championship 6 lipca 2014 roku Santino oświadczył, że kończy karierę wrestlingową z powodu trzeciego urazu szyi. W 2016 roku został zwolniony z WWE. W 2021 roku zadebiutował na Prime Time Wrestling w Chorzowie. 26 listopada 2022 na gali Kinguin PTW #3 Legends został ogłoszony współwłaścicielem Prime Time Wrestling.

## Styl walki
Finishery 
- Cobra Strike (Right-handed thrust to an opponent's throat, chest, or face, with theatrics) – 2010–present
- Santino Stunner (Split-legged stunner) – 2010, used as a signature move from 2011–2012
- Snap swinging neckbreaker – 2007–2008

Standardowe akcje
- Arm drag
- Belly to back suplex
- Camel clutch
- Clothesline
- Gutbuster
- Heel lock
- Pendelum backbreaker
- Running headbutt drop, with theatrics
- Savate kick
- Scoop slam
- Single leg boston crab
- Split evasion followed by a hip toss
- Snap suplex
- STO
- Three left-handed jabs followed by a right-handed forearm smash

## Tytuły i osiągnięcia
- World Wrestling Entertainment
  - Intercontinental Championship (2 razy)
  - WWE Tag Team Championship (z Vladimirem Kozlovem) (6/12/2010 – 21/02/2011)
  - WWE United States Championship (5/03/2012 – 19/08/12)
- Ohio Valley Wrestling
  - Television Title (2 razy)

- Wrestling Observer Newsletter awards
  - Best Gimmick (2007)